# Tsimihety

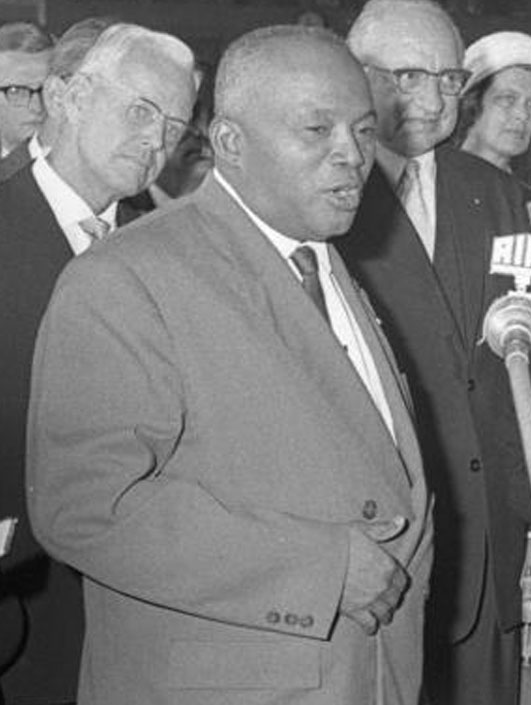
Philibert Tsiranana, apparente all'etnia Tsimihety, è stato Presidente del Madagascar dal 1959 al 1972

Gli Tsimihety sono un'etnia del Madagascar centrosettentrionale. Sono circa un milione. Il nome Tsimihety, in malgascio, significa "quelli che non si tagliano i capelli". 
Rispetto al malgascio ufficiale, il dialetto parlato dagli Tsimihety presenta un maggior numero di influenze arabe e francesi.
Gli Tsimihety sono principalmente agricoltori. La società Tsimihety è fortemente egualitaria e l'insofferenza degli Tsimihety per qualsiasi forma di autorità ha costituito storicamente un motivo di attrito con i Merina e con il governo nazionale. Gli Tsimihety sono stati sostanzialmente indipendenti fin dai tempi della dinastia dei Maroansetra, nel XVI secolo.
All'etnia Tsimihety apparteneva Philibert Tsiranana, primo Presidente del Madagascar.